# Elaphoglossum badinii
Elaphoglossum badinii là một loài dương xỉ trong họ Dryopteridaceae. Loài này được Novelino mô tả khoa học đầu tiên năm 2001.
Danh pháp khoa học của loài này chưa được làm sáng tỏ. 